# Amy H. Herring
Pour les articles homonymes, voir Herring.
Amy Helen Herring est une biostatisticienne américaine intéressée par les données longitudinales et la santé reproductive. Anciennement professeure émérite Carol Remmer Angle de santé environnementale des enfants à l'université de Caroline du Nord à Chapel Hill, elle est maintenant professeure au Département des sciences statistiques et professeur de recherche au Global Health Institute de l'université Duke. Elle est la chercheuse principale d'une étude de 2013 dont les données montrent que de nombreuses femmes américaines sont reportées vierges à la naissance de leur premier enfant,.

## Éducation et carrière
Herring est diplômée summa cum laude de l'université du Mississippi en 1995, avec une double majeure en anglais et en mathématiques. Elle complète un Sc.D. en biostatistique à l'université Harvard en 2000; sa thèse, dirigée par Joseph G. Ibrahim, est intitulée Missing Covariants in Survival Analysis,.  
Elle rejoint la faculté de Caroline du Nord en 2000, où elle devient membre du Carolina Population Center en 2006 et Carol Remmer Angle Distinguished Professor of Children's Environmental Health en 2015. Elle part à Duke en 2017 dans le cadre d'une initiative d'embauche pour étendre la faculté de Duke en sciences quantitatives.  

## Recherche
En 2013, une étude longitudinale dirigée par Herring et publiée dans le British Medical Journal a comparé les dates d'accouchement et de premier rapport sexuel rapportées dans des questions séparées par un échantillon de femmes américaines, et a déterminé que, selon ces données, une femme sur 200 dans les États-Unis avaient donné naissance par une vierge (en). Herring a déclaré qu'elle jugeait « très peu probable » que ces femmes se croyaient vierges au moment de la naissance de leurs enfants, et a suggéré que le résultat pourrait plutôt être une combinaison d'inexactitudes involontaires de la part des sujets et de répondants réticents à admettre avoir des rapports sexuels,.  

## Récompenses et honneurs
En 2010, Herring est élue membre de la Société américaine de statistique. Elle reçoit le prix Gertrude M. Cox pour ses contributions exceptionnelles aux statistiques appliquées en 2012. La même année, l'American Public Health Association (en) lui a décerné son prix Mortimer-Spiegelman.